# Propriedade organoléptica
Chamam-se propriedades organolépticas às características dos materiais que podem ser percebidas pelos sentidos humanos, como a cor, o brilho, a luz, o odor, a textura, o som e o sabor..
Estas propriedades são importantes em marketing, mas principalmente na avaliação do estado de conservação de alimentos, que frequentemente são sujeitos a um "exame organoléptico" para verificar se estão em boas condições para o consumo.

## Cor

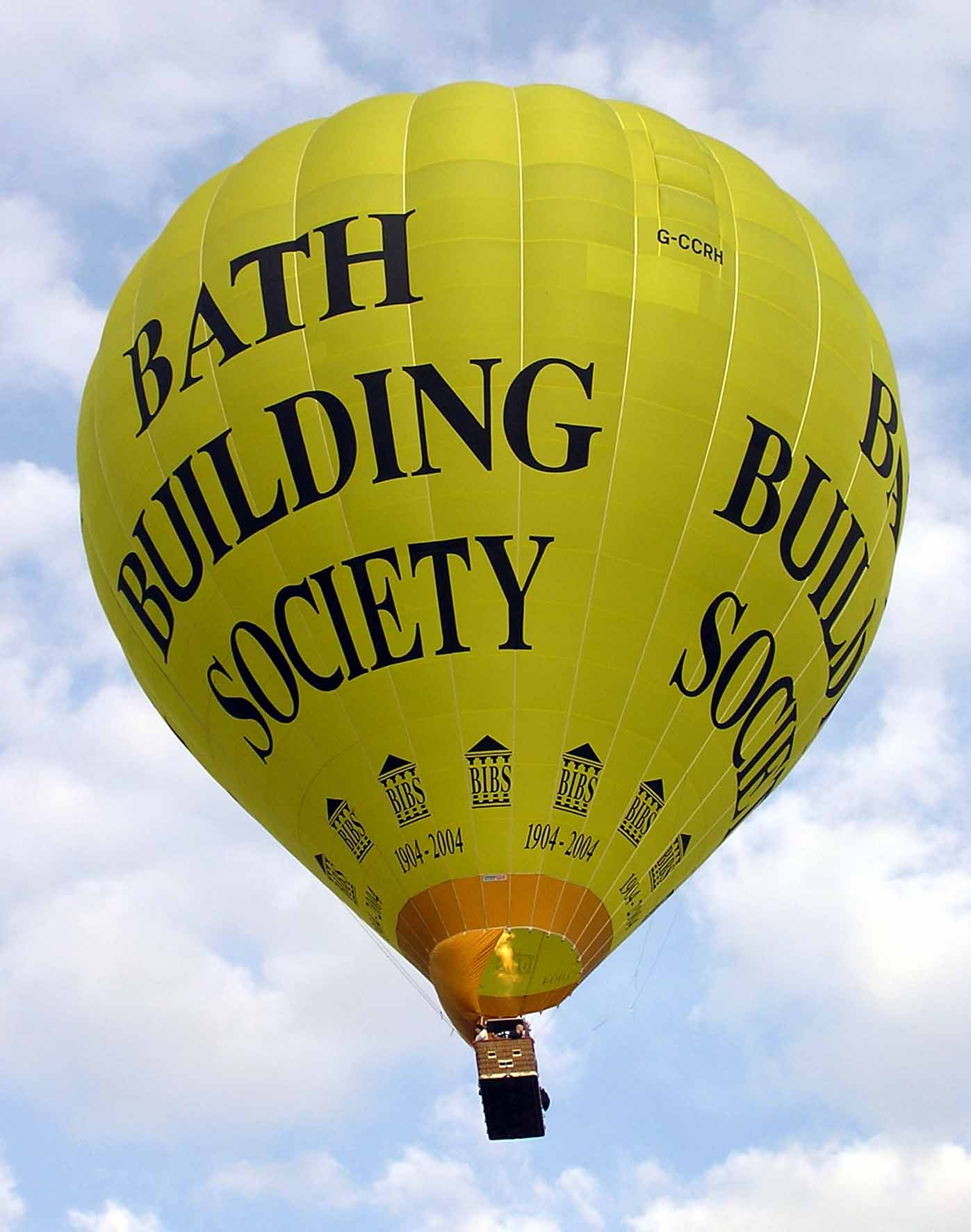
Um balão

A cor pode ser percebida pela visão, uma matéria pode possuir cor ou não, um exemplo de matéria incolor é a água, e um exemplo de matéria colorida é um balão.
Os alimentos, como a carne, o peixe e os vegetais, têm cores próprias e quando são apresentados com uma cor diferente podem ser rejeitados pelos consumidores, seja por uma questão de hábito, seja por mostrarem indícios de deterioração.

## Sabor
Sabor é uma propriedade percebida com o paladar. As substâncias podem apresentar ou não sabor como no caso da água pura. Substâncias com sabor são os alimentos em geral. 

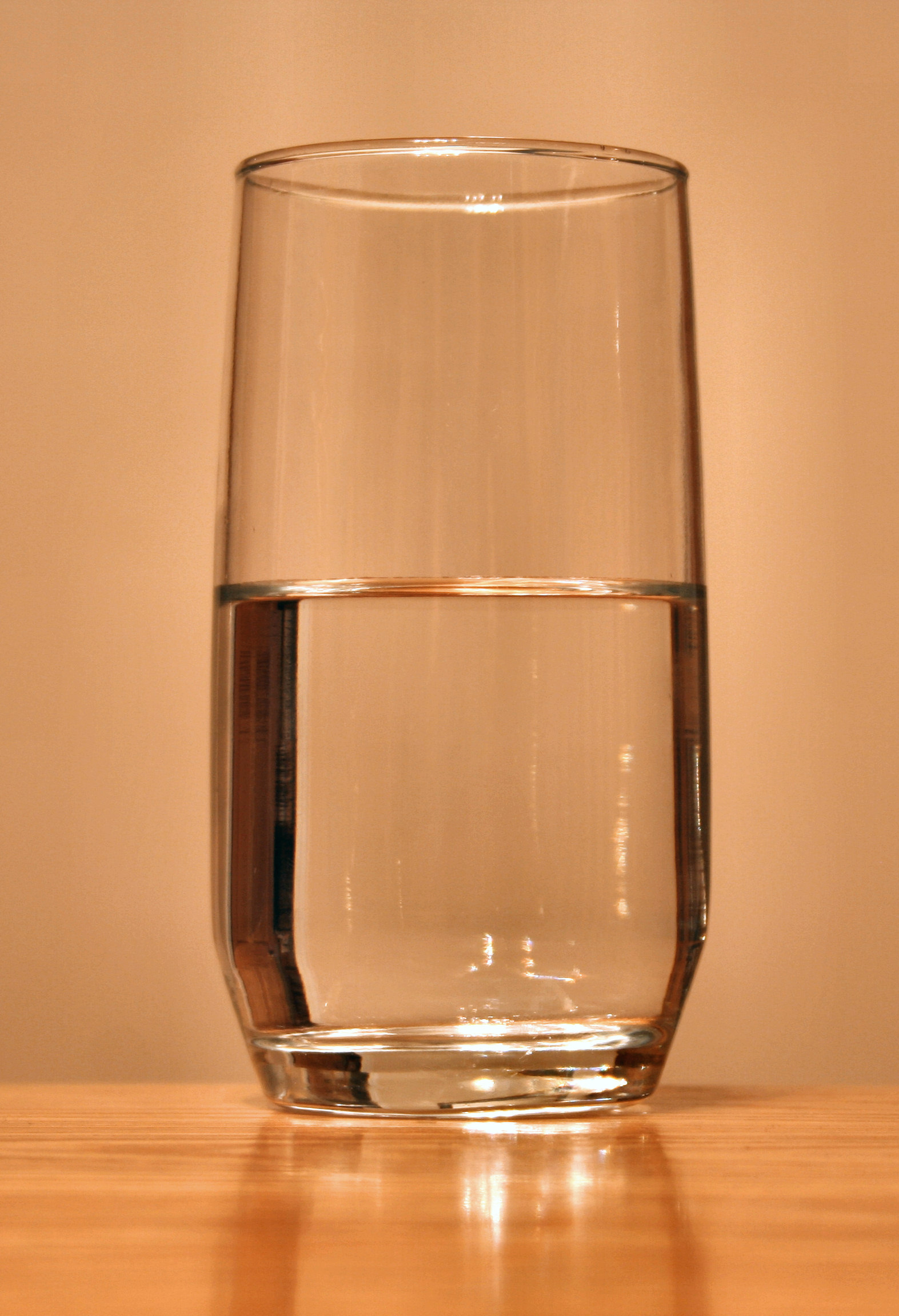
Copo d'água

.

## Odor
O odor é uma propriedade que pode ser percebida com o olfato. Uma flor, como a rosa, pode ter cheiro (odorífera) ou não (inodora). Os alimentos também têm o seu odor próprio e um odor diferente pode indicar que o alimento não se encontra em condições para consumo (por exemplo, odor a putrefação).

## Textura
A textura é uma propriedade que pode ser percebida pelo tato e, do ponto de vista do consumidor, é importante, por exemplo, nos têxteis e nos alimentos.